# ناو زاگرس
ناو اطلاعاتی زاگرس نام یکی از ناوهای ایرانی است که توسط نیروی دریایی ارتش  و وزارت دفاع ایران تولید شده و هم‌اکنون در حال خدمت در خلیج فارس و دریای عمان می‌باشد. این ناو در تاریخ ۲۶ دی ماه ۱۴۰۳ به نیروی دریایی ملحق شد زاگرس دارای پنج آنتن ماهواره‌ای است که داده‌ها را بر اساس آرایه‌های الگوریتمی و مدیریت یکپارچه و هوش مصنوعی دسته‌بندی می‌کند.
| ناو زاگرس ایران ·           | ناو زاگرس ایران ·                            |
| --------------------------- | -------------------------------------------- |
| ناو زاگرس با شماره بدنه ۳۱۳ |                                              |
| اطلاعات کلی                 |                                              |
| نوع کشتی                    | اطلاعاتی سیگنالی                             |
| کشور سازنده                 | ایران                                        |
| ساخت کارخانه                | سازمان صنایع دریایی                          |
| ورود به ناوگان              | دی ماه ۱۴۰۳                                  |
| مشخصات                      |                                              |
| طول کشتی                    | ۹۵ متر                                       |
| پهنای بدنه                  | ۱۱ متر                                       |
| جنگ‌افزارها                  |                                              |
| رادار                       | رادار دو وجهی دارای صفحه باند اس و باند ایکس |
| هواگردهای قابل حمل          | ۱× بالگرد بل ۴۱۲                             |
| سرنوشت                      |                                              |

## مشخصات فنی
تجهیزات و امکانات ناو زاگرس:
۱. سامانه‌های جنگ الکترونیک (EW):
- مجهز به سامانه‌های اخلالگر پیشرفته برای مختل کردن ارتباطات، رادارها و سیستم‌های هدایت موشکی دشمن.
- توانایی شناسایی و رهگیری سیگنال‌های دشمن در محدوده‌های فرکانسی مختلف.
۲. گردآوری اطلاعات سیگنالی (SIGINT):
- استفاده از سامانه‌های شنود الکترونیک و تحلیل سیگنال‌ها برای جمع آوری اطلاعات از نیروهای دریایی منطقهای و فرامنطقه ای.
- امکان ردیابی حرکت شناورها و هواگردهای دشمن از طریق امواج راداری و ارتباطی.
۳. سامانه‌های دفاع سایبری:
- ادعا شده است که این ناوشکن قابلیت مقابله با تهدیدات سایبری و عملیات روانی الکترونیک را داراست.
۴. تسلیحات همراه:
- مسلح به موشک‌های ضدکشتی (مانند نصر و قادر) و توپ‌های دریایی برای دفاع نزدیک.
- امکان استفاده از پهپادهای شناسایی برای گسترش دامنه نظارتی.
۵. پیشرانه و تحرک:
- طراحی بدنه برای عملیات در آب‌های آزاد و اقیانوس 
- سرعت و مانورپذیری بالا برای واکنش سریع به تهدیدات.